# Satoshi Ohno
Satoshi Ohno (大野 智, sinh ngày 26 tháng 11 năm 1980) là một thần tượng, ca sĩ, diễn viên, người dẫn chương trình phát thanh, vũ công và biên đạo múa người Nhật Bản. Anh ấy là giọng ca chính và là người lãnh đạo của nhóm nhạc nam Arashi, do đó biệt danh của anh ấy là Trưởng nhóm (リーダー Rīdā).
Ohno bắt đầu sự nghiệp trong ngành giải trí khi gia nhập công ty tài năng Nhật Bản Johnny & Associates năm 1994 khi mới 13 tuổi. Anh bắt đầu sự nghiệp diễn xuất vào năm 1997 khi anh được chọn tham gia vở kịch Kyo to Kyo. Năm 2008, Ohno trở thành nghệ sĩ đầu tiên và duy nhất từ Johnny tổ chức triển lãm nghệ thuật của riêng mình, mang tên "Freestyle", và cũng nhận được vai chính đầu tiên trong một bộ phim truyền hình Nhật Bản, Maō, mà anh đã giành được một số giải thưởng Nam diễn viên xuất sắc nhất. Kể từ đó, anh tiếp tục tham gia nhiều bộ phim truyền hình và điện ảnh, nhận được một số giải thưởng và đề cử cho vai diễn của mình. Với công việc là một nghệ sĩ, một ca sĩ và một diễn viên trong Kaibutsu-kun the Movie, Ohno trở thành một trong những người nhận giải thưởng Người đàn ông của năm của GQ Nhật Bản vào năm 2011. [1]
Ohno sinh ra ở Mitaka, Tokyo là con út trong gia đình. Anh có một chị gái. Trong thời gian học cấp hai, mẹ anh đã gửi đơn đăng ký của mình cho Johnny & Associates mà anh không biết. [2] Một lời mời thử giọng đã được gửi lại cho Ohno, và sau đó anh ấy đã trở thành thực tập sinh vào tháng 10 năm 1994. [3] Để tập trung vào vở kịch Kyo to Kyo, diễn ra từ năm 1997 đến 1998 trong những ngày còn là thực tập sinh, anh đã rút khỏi trường trung học và chuyển đến Kyoto. [2]
Đối với các bản phát hành và hoạt động liên quan đến âm nhạc với tư cách là thành viên của Arashi, xem Arashi.
Trước khi ra mắt âm nhạc với Arashi, Ohno muốn từ chức Johnny & Associates. Tuy nhiên, chủ tịch lúc đó Johnny Kitagawa đã yêu cầu ông giúp đỡ thu âm bài hát và chuẩn bị cho chuyến đi đến Hawaii, nơi hóa ra là nơi tổ chức cuộc họp báo công bố sự hình thành của Arashi. [4] Với Ohno ở tuổi 18 vào thời điểm đó, Arashi chính thức được thành lập vào ngày 15 tháng 9 năm 1999 và ra mắt CD vào ngày 3 tháng 11 năm 1999. [5] Vì phần lớn thời gian thực tập sinh của anh ấy đã được dành ở Kyoto, anh ấy là thành viên ít được biết đến nhất trong những ngày đầu của Arashi. [6]
Ohno là giọng ca chính của Arashi. [7] Mặc dù sự nghiệp âm nhạc của anh chủ yếu là với Arashi, anh đã có một buổi hòa nhạc solo mang tên 3104 (có thể được đọc với tên Satoshi trong tiếng Nhật) vào năm 2006 [8] và năm 2009, trở thành thành viên đầu tiên và duy nhất trong Arashi phát hành đĩa đơn [9] Đó là một bản nhạc nền cho bộ phim truyền hình Uta no Onii-san của anh có tựa đề "Kumorinochi, Kaisei" (り の ち 快) của Yano Kenta đóng vai Satoshi Ohno. Ohno cũng cung cấp giọng hát cho bài hát "Yukai Tsukai Kaibutsu-kun" (ユ カ イ ツ ー カ イ), được phát hành dưới dạng đĩa đơn vào ngày 7 tháng 7 năm 2010 cho bộ phim truyền hình Kaibutsu-kun vào ngày đầu tiên. 10] [11]
Ohno bắt đầu công việc của mình với tư cách là một biên đạo múa vào năm 2004 cho solo "Top Secret" trong Arza's 2004 Iza, Now Tour và năm 2006, bắt đầu làm biên đạo múa cho nhóm. Kể từ đó, anh ấy đã biên đạo nhiều điệu nhảy solo và nhóm. Trong khi Ohno chủ yếu đóng góp cho các buổi biểu diễn trong các buổi hòa nhạc của Arashi, anh ấy đã biên đạo vũ đạo cho các video âm nhạc "Zero-G" và "Tsunagu" của Arashi và xen kẽ cho video âm nhạc "Kokoro no Sora" của họ. [12] [13] Ohno cũng đã thực hiện một phần vũ đạo cho phần điệp khúc của "GUTS!" [14] và vũ đạo cho "Bittersweet".

## Vũ đạo solo
Tiêu đề năm
"Bí mật hàng đầu" năm 2004
"Mưa" năm 2006
"Bài hát cho tôi" năm 2007
2008 "Đưa tôi đi xa"
2010 "Shizuka na Yoru ni"
2011 "Hùng lên"
2012 "hai"
2013 "Lên sàn"
2014 "Hình ảnh điên"
2015 "Akatsuki"
"Cậu bé hư" 2016

## Vũ đạo nhóm
Tiêu đề năm
2006 "Sẵn sàng bay"
2006 "Đêm hội Carnival phần 2"
2007 "Mọi người Zenshin"
2007 "SÓNG"
2011 "negai"
2012 "Tokei Jikake no Umbrella"
2012 "Tùy bạn"
"Vũ trụ" 2012
2012 "Siêu tươi"
2012 "Tsuite Oide"
2013 "Sayonara no Ato de"
2014 "Bittersweet" (trực tiếp)
2014 "HƯỚNG DẪN!" (Điệp khúc)
2014 "Không-G"
2014 "TRAP"
2015 "Kokoro no Sora" (xen kẽ)
2015 "Giả trang"
2016 "HAI ĐẾN TANGO"
"Sóng thần" 2017
2017 "Yoru no Kage"

## Sân khấu
Năm 1997, Ohno là thành viên của Kyo to Kyo với trưởng nhóm Học viện âm nhạc (MA) Shingo Machida [15] và tiếp tục diễn xuất trong các sản phẩm sân khấu khác như Mặt nạ của Koichi Dōmoto và Playzone của Shōnentai sau khi Kyo đến Kyo kết thúc. [6] Kể từ đó, anh đã thực hiện một số vở kịch sân khấu như True West với Masahiro Matsuoka và West Side Story với các đồng nghiệp Sho Sakurai và Jun Matsumoto.
Sê-ri Pū (ー シ)Trong Tensei Kunpū, Ohno đóng vai một người đàn ông tên Kaoru Kazamine, người đã vô tình được gửi trở lại thời Edo của Nhật Bản thông qua một hệ thống
Năm 2011, Ohno trở lại màn ảnh rộng với vai chính là diễn viên chính trong bộ phim Kaibutsu-kun the Movie. Nhân vật của anh, Tarou Kaibutsu, sắp lên ngôi vua, nhưng gặp tiếng la ó bất ngờ. Cố gắng trốn thoát đến thế giới loài người, Tarou và ba tay sai của mình vô tình thấy mình ở một nơi được gọi là Vương quốc Curry nơi anh ta bị nhầm là anh hùng huyền thoại. Các diễn viên đã đi ra nước ngoài đến Ấn Độ để quay các phần của bộ phim. Anh trở thành thành viên đầu tiên ở Arashi đóng vai chính trong một bộ phim 3D. [36]
Vào tháng 5 năm 2016, Ohno sẽ đóng vai chính là diễn viên chính trong bộ phim Shinobi no Kuni (び の 国), được khởi chiếu vào mùa hè 2017. Shinobi no Kuni minh họa trận chiến hoành tráng giữa tộc Oda và ninja Iga. Ohno đóng vai Mumon, một ninja Iga nổi tiếng là một sát thủ chết người với sức mạnh chiến đấu vô song, nhưng cũng lười biếng không kém và chỉ tìm cách kiếm tiền để làm vợ mình, Okuni, hạnh phúc. Để chuẩn bị cho bộ phim, Ohno đã trải qua khóa đào tạo chuyên sâu về đấu kiếm. [37]

## Radio
Ohno đã có chương trình radio của riêng mình có tên Arashi Discovery, được phát sóng vào mỗi ngày trong tuần từ thứ Hai đến thứ Sáu trên FM Yokohama từ ngày 1 tháng 10 năm 2002 đến ngày 31 tháng 3 năm 2017. [38]

## Nghệ thuật
Khi Ohno học lớp ba, anh được truyền cảm hứng từ hình minh họa Dragon Ball của bạn cùng lớp để bắt đầu vẽ. Kể từ đó, anh ấy đã vẽ tác phẩm nghệ thuật của riêng mình và tạo ra những bức tượng gốc. [2] Năm 2008, anh đã tổ chức một triển lãm nghệ thuật có tên Freestyle, biến anh thành nghệ sĩ đầu tiên trong Johnny tổ chức một cuộc thi. [39] Vào năm 2015, có thông báo rằng Ohno sẽ tổ chức một triển lãm nghệ thuật thứ hai có tên Freestyle II tại Tokyo từ ngày 24 tháng 7 đến ngày 23 tháng 8. Ngoài ra, Ohno sẽ tổ chức một triển lãm nghệ thuật cùng năm tại Thượng Hải từ ngày 9 tháng 7 đến ngày 29 tháng 7, trưng bày tác phẩm nghệ thuật từ triển lãm nghệ thuật đầu tiên của mình, Freestyle.
Vì tài năng trong lĩnh vực nghệ thuật, Ohno được chỉ định tổ chức một bộ phim tài liệu gồm bốn tập cho NHK mang tên "Thế giới thần kỳ Jakuchu" bắt đầu vào ngày 25 tháng 4 năm 2011. Bộ phim tài liệu tập trung vào phân tích tác phẩm nghệ thuật của một nghệ sĩ nổi tiếng thời Edo tên là Itō Jakuchū. [40] Vào ngày 22 tháng 8 năm 2012, Ohno đã tổ chức một bộ phim tài liệu khác cho NHK mang tên "Mọi thứ là vì lợi ích của việc thực hiện ước mơ ~ Quỹ đạo sáng tạo của Walt Disney ~". Để kỷ niệm 110 năm của Walt Disney, bộ phim tài liệu sẽ khám phá và tiết lộ những bí mật đằng sau nguồn gốc và quá trình sáng tạo của Walt. [41]
Ohno đã thiết kế áo phông từ thiện cho telethon truyền hình 24 giờ của NTV ba lần, khiến anh trở thành nghệ sĩ đầu tiên làm điều đó. Ông phụ trách thiết kế áo phông lần đầu tiên vào năm 2004. Năm 2012, Ohno hợp tác với nghệ sĩ Nhật Bản Yoshitomo Nara và thiết kế của họ đã bán được 764.198 bản, lập kỷ lục mới. Vào năm sau, Ohno hợp tác với nghệ sĩ Nhật Bản Yayoi Kusama để thiết kế áo phông cho telethon năm đó. Nó đã bán được 1.244.469 bản, khiến nó thành công nhất trong lịch sử của telethon. [42]
Để phát hành với tư cách là thành viên của Arashi, hãy xem đĩa hát của Arashi.

## Single
Năm Tiêu đề Chứng nhận RIAJ Đỉnh
(ngưỡng doanh số) Album
JPN
2009 "Kumorinochi, Kaisei" [fn 1] 1 [44] Double Platinum [45] Tất cả đều tốt nhất! 19992002009
2010 "Yukai Tsukai Kaibutsu-kun" 2 [46] Vàng [47]
Ấn phẩm
Freestyle (được xuất bản vào ngày 8 tháng 2 năm 2008 bởi M.Co.)
Freestyle II (được xuất bản vào ngày 24 tháng 7 năm 2015 bởi M.Co.)

## Phim truyền hình
Năm Tiêu đề Vai trò Ghi chú
1999 V no Arashi Satoshi Ohno Vai trò chính với các thành viên Arashi
2000 Shijō Saiaku no Dēto Tatsuya Kudo Tập: "Akuma no Christmas ☆ Kiss
Ngôi sao tốc độ 2001 Ngôi sao truyền hình Hiroshi Sakurai đặc biệt
2002 Shōnen Taiya Satoshi Vai chính, bộ phim truyền hình nhỏ, "Aoki-san Uchi no Oku-san"
2003 Vai chính của đạo diễn Engimono Mitsuo, phim truyền hình nhỏ, "Mitsuo"
Yoiko no Mikata Yêu cầu đặc vụ Arashi Tập 8 xuất hiện khách
2004 Yon-bun no Ichi no Kizuna Naoya Suzuki TV đặc biệt
Gekidan Engimono Junji Okinojima Vai chính, phim truyền hình nhỏ, "Katte ni Nosutarujii"
Yamada Tarō Monogatari Villa Kubari no Oniisan Tập 10 khách mời xuất hiện
Vai trò dẫn dắt Maou Ryo Naruse 2008 với Toma Ikuta
Vai trò lãnh đạo năm 2009 của Uta no Oniisan Kenta Yano
0 Gōshitsu no Kyaku Hiroyuki Matsuda Vai chính của bốn tập đầu tiên, "Akogare no Otoko"
Saigo no Yakusoku Satoru Mashiko 2010 đóng vai chính với các thành viên khác của Arashi, truyền hình đặc biệt
Tokujo Kabachi !! Shhei Honda Tập 10 xuất hiện khách
Vai chính của Kaibutsu-kun Kaibutsu Tarou
Mō Kaette Kita Yo !! Kaibutsu-kun Subete Shinsaku Đặc biệt Kaibutsu Tarou Vai chính, truyền hình đặc biệt
Yonimo Kimyōna Monogatari: Hajime no Ippo Hajime Shinozaki Vai chính, truyền hình đặc biệt
2011 Kaibutsu-kun Shinsaku SP Vai trò lãnh đạo của Kaibutsu Tarou
Vai chính 2012 Yu Yuukai Nante Shinai Shotaro Tarui
Kagi no Kakatta Heya Kei Enomoto Vai chính
Papadol! Satoshi Ohno Tập 1 khách mời xuất hiện
2013 Kyou no Hi wa Sayounara Kouta Fujioka Vai chính, chương trình truyền hình 24 giờ đặc biệt
2014 Kagi no Kakatta Heya SP Vai trò chính của Kei Enomoto
Shinigami-kun Shinigami số 413 Vai chính
2016 Sekai Ichi Muzukashii Koi Reiji Samejima Vai chính

## Phim
Năm Tiêu đề Vai trò Ghi chú
2002 Cuộc sống của Gulanchi thật khó khăn Dakedo Chúc mừng Haruhiko Kida (Haru) Vai phụ